# Sankarpur
Sankarpur è una suddivisione dell'India, classificata come census town, di 5.921 abitanti, situata nel distretto di Bardhaman, nello stato federato del Bengala Occidentale. In base al numero di abitanti la città rientra nella classe V (da 5.000 a 9.999 persone).

## Geografia fisica
La città è situata a 22° 50' 53 N e 88° 27' 19 E e ha un'altitudine di 6 m s.l.m..

## Società

### Evoluzione demografica
Al censimento del 2001 la popolazione di Sankarpur assommava a 5.921 persone, delle quali 3.116 maschi e 2.805 femmine. I bambini di età inferiore o uguale ai sei anni assommavano a 764, dei quali 384 maschi e 380 femmine. Infine, coloro che erano in grado di saper almeno leggere e scrivere erano 3.563, dei quali 2.124 maschi e 1.439 femmine.